# Roger Leloup
Roger Leloup (Verviers, 17 novembre 1933) è un fumettista belga, romanziere, ed ex collaboratore di Hergé.
È famoso per la serie di fumetti Yoko Tsuno.

## Biografia
Affascinato dai treni e aerei fin dalla giovinezza, Roger Leloup ha studiato decorazione e pubblicità all'Institut Saint-Luc di Liegi. Per caso, è venuto in contatto con la scena dei fumetti quando il suo vicino di casa, Jacques Martin, gli disse che aveva un disperato bisogno di un colorista. Leloup ha ottenuto il lavoro e ha iniziato la colorazione l'album della serie Alix, L'Ile maudite nel 1950.
Jacques Martin è stato uno dei principali artisti della rivista di fumetti Tintin, e quando Hergé era alla ricerca di qualcuno per farsi aiutare con i disegni di veicoli per una serie, Martin lo ha messo in contatto con Leloup. Dal 15 febbraio 1953, Leloup ha lavorato per diversi anni presso gli studios Hergé, dove ha disegnato sfondi dettagliati e veicoli per la serie di fumetti Le avventure di Tintin. Il suo lavoro è riconoscibile in molti disegni, come l'aeroporto Genève-Cointrin in L'Affaire Tournesol e il design del Carreidas 160 imponente aereo d'affari supersonico in Vol 714 pour Sydney.
Leloup ha lavorato sia per Jacques Martin, con Alix e Lefranc, sia per Hergé, ma quando la produzione degli Studios Hergé ha rallentato, Leloup è entrato in contatto con altri artisti. Ha lavorato per un periodo con Francis, e ha collaborato anche con Peyo nella sua serie meno nota Jacky e Célestin. Qui, ha creato un personaggio femminile giapponese che avrebbe poi ispirato la sua serie personale.
Il 31 dicembre 1969, Leloup lascia gli Studios Hergé per lavorare a tempo pieno alla sua serie personale, Yoko Tsuno, con particolare attenzione alla tecnologia e alla fantascienza. Il personaggio Yoko Tsuno, una donna che vive a Bruxelles, è uno dei pochi esempi di fumetto con una protagonista femminile apparso in Europa in riviste per ragazzi in quel periodo. Tutte le storie di Yoko Tsuno sono apparse prima nella rivista Spirou e successivamente come serie di album pubblicati dall'editore Dupuis.
Roger Leloup ha anche scritto due romanzi, tra cui uno con Yoko Tsuno, Le Pic des ténèbres (1989) e L'Ecume de l'aube (1991).
Ha una figlia adottiva coreana, che lo ispirò a disegnare il personaggio Morning Dew, la bambina cinese dell'episodio Le Dragon de Hong Kong, che è stata adottata da Yoko Tsuno.